# Militärsjukhus

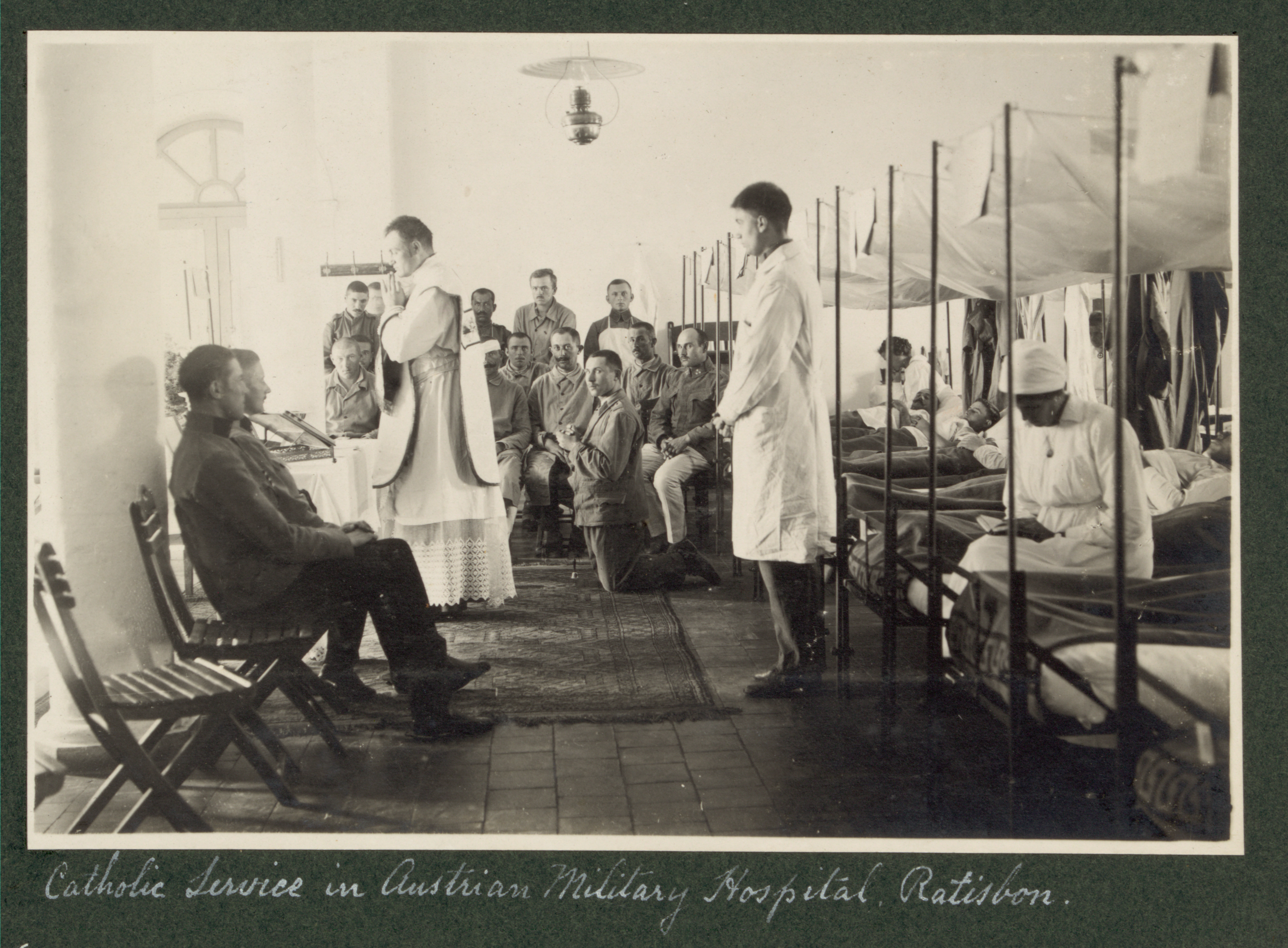
Österrikiskt militärsjukhus under första världskriget.

Militärsjukhus även Garnisonssjukhuset, är ett sjukhus som är reserverat för användning av militär personal, deras anhöriga och andra auktoriserade användare. De kan vara placerade på en militärbas, men många är inte det. Militärsjukhus ska inte sammanblandas med fältsjukvård som handlar om mer akut hjälp då man inte kan nå sjukhus inom en timme.

## Fältsjukhus
Fältsjukhuset sätter man upp på krigsskådeplatsen och låter det sedan vara kvar på samma plats. Kapaciteten hos ett svenskt fältsjukhus är två traumarum, två operationssalar, två intensivvårdsrum med fyra vårdplatser var, det vill säga åtta intensivvårdplatser, samt 56 enklare vårdplatser. Fältsjukhuset saknar egen transportförmåga; det är immobilt.

## Historia
På 1800-talet började vapnen bli så effektiva att antalet skadade blev så stort att armén i flera länder börja bygga egna sjukhus och anställa specialistläkare för skott- och sprängskador.
Regementssjukhuset (Plevnagården i Södermanland) uppfördes 1886 som Sveriges första militärsjukhus och fanns som sådant kvar till 1921, då regementet flyttade till Strängnäs.
I det gamla invasionsförsvarets Sverige (under kalla kriget 1946–1990) fanns det ett antal krigssjukhus (civilbyggnader som kunde göras om till sjukhus) förberedda; till exempel var lärarhögskolan Pedagogen utanför Göteborg i Mölndal byggd för just detta. Den breda centralkorridoren i markplanet kunde ta fyra ambulanser i bredd – två rörliga filer och två filer med stillastående ambulanser. Alla rum hade dubbla eluttag och många rum hade även uttag för syrgas etc. Ett antal dörrar dolde förråd med sjukvårdsutrustning och materiel, och på några dagar skulle lärarhögskolan kunna förvandlas till ett akutsjukhus. 2006 flyttade skolan till ny lokaler i centrala  Göteborg.
Sedan 2006 har Försvarsmedicincentrum ansvar för sjukvården inom försvarets alla vapengrenar.

## Myter om hemliga militärsjukhus i bergrum
Vandringssägner om topphemliga sjukhus insprängda i berg finns i många städer. Det är delvis sant, men de handlar inte om militärsjukhus utan förberedda bergrum för att kunna flytta befintliga civila sjukhus under jord i samband med krig eller naturkatastrofer. De är inte hemliga för de används även som skyddsrum för allmänheten. Södersjukhuset är exempelvis från 1994 katastrofmedicinskt centrum (Disaster Emergency Center, DEMC).

## Militärsjukhus urval
- Garnisonssjukhuset i Boden, 1911–1957
- Garnisonssjukhuset i Eksjö, 1923–1958
- Garnisonssjukhuset i Karlsborg, 1878–1960
- Garnisonssjukhuset i Göteborg, 1755–1895
- Garnisonssjukhuset i Linköping, 1823–1949
- Garnisonssjukhuset i Skövde, 1908–1955
- Garnisonssjukhuset i Sollefteå, 1902–1961
- Garnisonssjukhuset i Stockholm, 1902–1961
- Plevnagården i Malmköping, 1886–1921
- Visby, Krigssjukhuset i Visby, 1939–1945
- Lärbro, Krigssjukhuset i Lärbro, 1942–1945
- Hemse, Krigssjukhuset i Hemse, 1939–1945
- Klinte, Krigssjukhuset i Klintehamn, 1939–1945
- Försvarsmedicincentrum Förläggningsort Göteborg (med en sektion i Linköping)

## Galleri
Bilder från israeliskt militärsjukhus 1948.

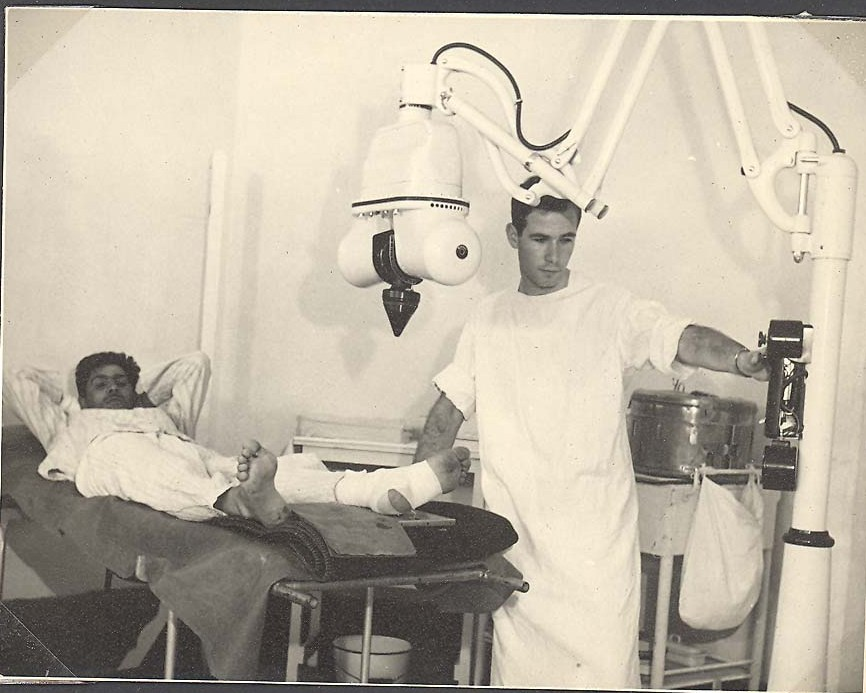
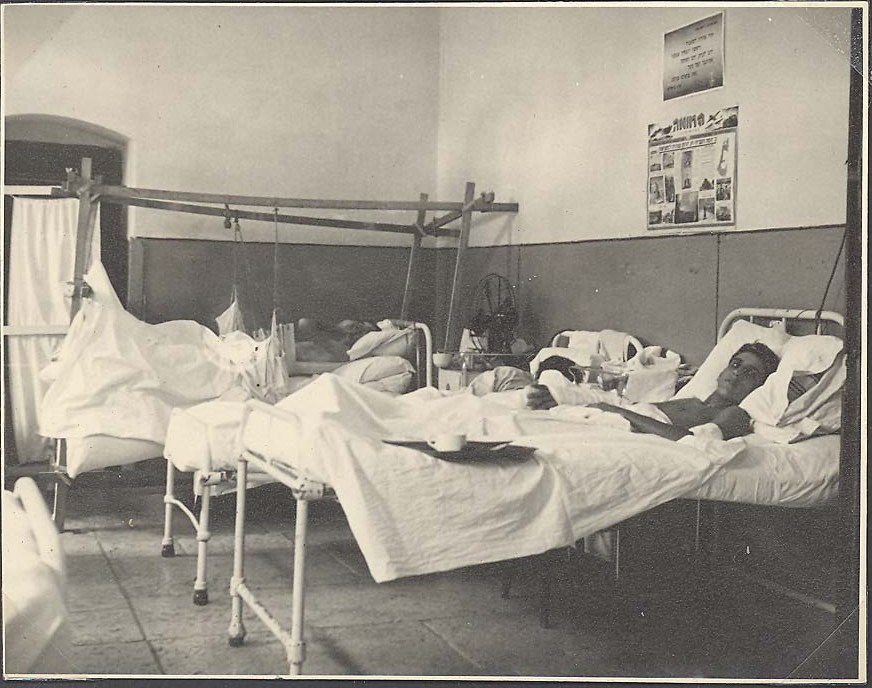
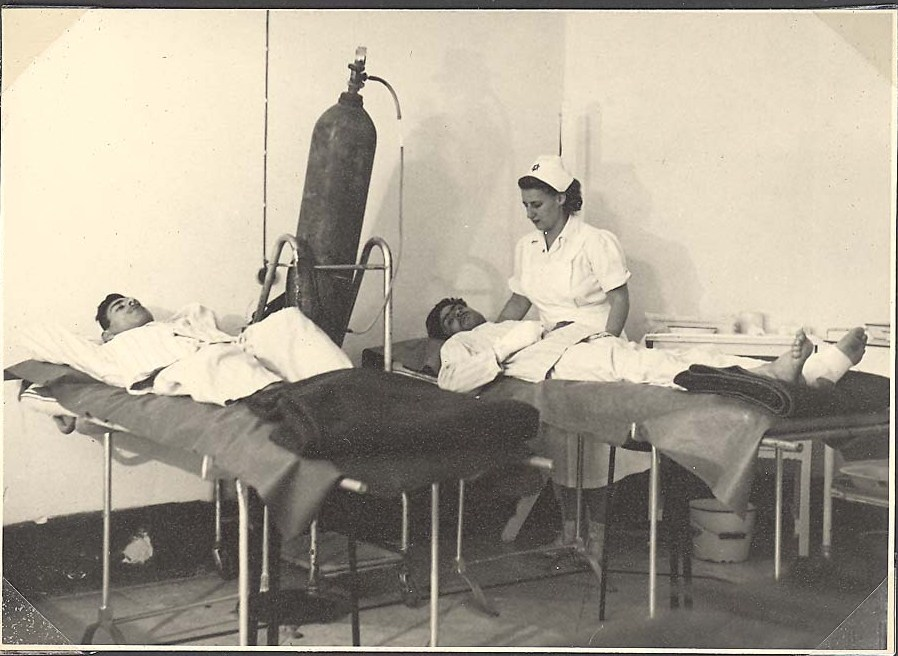
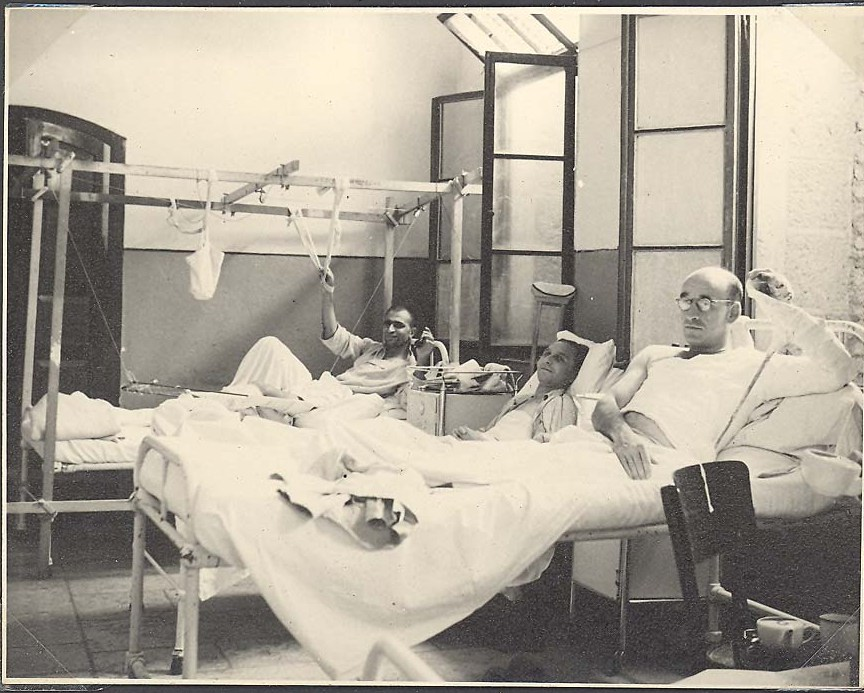